# Y-хромосомный Адам
Y-хромосомный Адам — понятие из археогенетики, обозначающее патрилинейного ближайшего общего предка всех ныне живущих людей.
До недавнего времени предполагалось, что он жил 60—90 тысяч лет назад, но современные исследования значительно отодвинули время его жизни. По состоянию на 2015 год оценки времени жизни Y-хромосомного Адама колеблются от 200 до 300 тысяч лет назад, что примерно соответствует появлению анатомически современного человека.

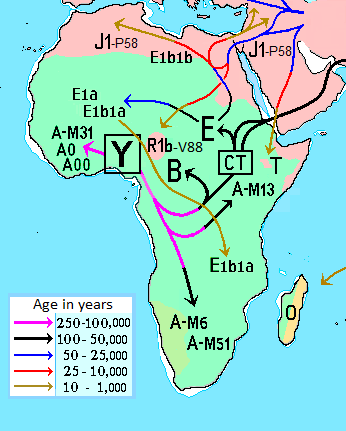
Гаплогруппы серии А00, А0, А1a, В, СT, Е, J1, T, R1b в Африке

Y-хромосомный Адам аллегорически назван в честь библейского Адама, но он не был первым или единственным мужчиной своего времени. Y-хромосома человека является половой хромосомой, передающейся исключительно от отца к сыну, и от Y-хромосомы «Адама» должны происходить Y-хромосомы всех сегодняшних мужчин. Современники Y-хромосомного Адама и жившие до него мужчины имели другую Y-хромосому, однако их род по мужской линии со временем был оборван, и таким образом, потомки Y-хромосомного Адама по мужской линии со временем вытеснили из популяции людей другие Y-хромосомные гаплогруппы.

## Временные рамки
Приблизительное время существования Y-хромосомного Адама определяется методом молекулярных часов: зная количество оснований в хромосоме и частоту их мутаций, можно определить, сколько прошло времени с момента появления хромосомы. Y-хромосома имеет маленькую длину и низкую частоту мутаций. Это замедляет идентификацию полиморфизма хромосомы и, как следствие, снижает точность оценки частоты мутации Y-хромосомы.
Первоначальные исследования (Томсон и соавторы, 2000 год) показали, что Y-хромосомный Адам жил около 59 тысяч лет назад.
Более поздние исследования (Круциани и соавторы, 2011 год) дали более ранние даты жизни —  142 тыс. лет назад.
В марте 2013 года в статье в журнале American Journal of Human Genetics группа исследователей заявила, что появилась информация о новой гаплогруппе, что значительно отдалило время Y-хромосомного Адама — от 581 до 237 тыс. лет назад (с максимальной вероятностью 338 тыс. лет назад).
Тем не менее, в августе 2013 года появились новые данные о том, что Адам жил 156—120 тысяч лет назад с максимальной вероятностью 138 тысяч лет назад.
По данным сравнения Y-хромосомы неандертальца из пещеры Эль-Сидрон и африканца с Y-хромосомной гаплогруппой A00 время разделения линий неандертальцев и современных людей оценили по Y-хромосоме в 588 тыс. лет назад (95% доверительный интервал: 806—447 тыс. лет назад), а время появления Y-хромосомного Адама — в 275 тыс. лет назад (95% доверительный интервал: 304—245 тыс. лет назад).
Сравнение Y-хромосом двух денисовцев (Denisova4 (55—84 тыс. л. н.) и Denisova8 (106—136 тыс. л. н.)) с Y-хромосомами трёх неандертальцев и с Y-хромосомами современных неафриканских людей показало, что Y-хромосомная линия денисовцев отделились от Y-хромосомной линии современного человека около 700 тыс. л. н., Y-хромосомная линия неандертальцев отделилась от Y-хромосомной линии современного человека около 350 тыс. л. н. Для времени жизни общего предка носителей Y-хромосомной гаплогруппы А00 и носителей неафриканских Y-хромосомных гаплогрупп получили дату 249 тыс. лет назад

## Митохондриальная Ева
Существует сходное молекулярно-биологическое понятие — «Митохондриальная Ева». Подобно тому как Y-хромосома передаётся только от отца сыну, так и митохондриальная ДНК передаётся только по материнской линии. Поэтому учёные смогли установить время жизни последнего общего предка всех людей по материнской линии. ДНК митохондрий значительно короче Y-хромосомы и чаще мутирует.